# 10 000 mètres masculin aux championnats du monde d'athlétisme 2015
Pour un article plus général, voir Championnats du monde d'athlétisme 2015.
Navigation
Moscou 2013 Londres 2017
L'épreuve du 10 000 mètres masculin des championnats du monde de 2015 s'est déroulée le 22 août 2015 dans le stade national de Pékin, le stade olympique de Pékin, en Chine. Elle est remportée par le Britannique Mohamed Farah.

## Records et performances

### Records
| Record                    | Athlète                   | Temps          | Lieu      | Date             |
| ------------------------- | ------------------------- | -------------- | --------- | ---------------- |
| Record du monde           | Kenenisa Bekele           | 26 min 17 s 53 | Bruxelles | 26 août 2005     |
| Record des championnats   | Kenenisa Bekele           | 26 min 46 s 31 | Berlin    | 17 août 2009     |
| Record d'Afrique          | Kenenisa Bekele           | 26 min 17 s 53 | Bruxelles | 26 août 2005     |
| Record d'Asie             | Ahmad Hassan Abdullah     | 26 min 38 s 76 | Bruxelles | 5 septembre 2003 |
| Record d'Amérique du Nord | Galen Rupp                | 26 min 44 s 36 | Eugene    | 30 mai 2014      |
| Record d'Amérique du Sud  | Marílson Gomes dos Santos | 27 min 28 s 12 | Neerpelt  | 2 juin 2007      |
| Record d'Europe           | Mohamed Farah             | 26 min 46 s 57 | Eugene    | 3 juin 2011      |
| Record d'Océanie          | Ben St.Lawrence           | 27 min 24 s 95 | Palo Alto | 1er mai 2011     |

### Meilleures performances de l'année 2015
Les dix athlètes les plus rapides de l'année sont, avant les championnats, les suivants.
|    | Athlète                   | Pays        | Temps          | Lieu           | Date          |
| -- | ------------------------- | ----------- | -------------- | -------------- | ------------- |
| 1  | Mohamed Farah             | Royaume-Uni | 26 min 50 s 97 | Eugene, Orégon | 29 mai 2015   |
| 2  | Paul Tanui                | Kenya       | 26 min 51 s 86 | Eugene, Orégon | 29 mai 2015   |
| 3  | Geoffrey Kipsang Kamworor | Kenya       | 26 min 52 s 65 | Eugene, Orégon | 29 mai 2015   |
| 4  | Cameron Levins            | Canada      | 27 min 07 s 51 | Eugene, Orégon | 29 mai 2015   |
| 5  | Bedan Karoki Muchiri      | Kenya       | 27 min 15 s 33 | Nairobi        | 1er août 2015 |
| 6  | Muktar Edris              | Éthiopie    | 27 min 17 s 18 | Hengelo        | 17 juin 2015  |
| 7  | Imane Merga               | Éthiopie    | 27 min 17 s 63 | Hengelo        | 17 juin 2015  |
| 8  | Geoffrey Kirui            | Kenya       | 27 min 17 s 91 | Eugene, Orégon | 29 mai 2015   |
| 9  | Mosinet Geremew           | Éthiopie    | 27 min 18 s 86 | Hengelo        | 17 juin 2015  |
| 10 | Adugna Zawude             | Éthiopie    | 27 min 19 s 34 | Hengelo        | 17 juin 2015  |

## Critères de qualification
Pour se qualifier pour les championnats, il fallait avoir réalisé 27 min 45 s ou moins entre le 1er janvier 2014 et le 10 août 2015.
Le champion du monde en titre bénéficie d'une wild card, tandis que les champions continentaux en titre sont également qualifiés, la décision finale d'aligner l'athlète relevant de la fédération nationale concernée.
En outre, les 15 premiers des championnats du monde de cross-country 2015 sont considérés comme ayant réussi les minima.

## Médaillés
| Or            | Argent                    | Bronze     |
| Mohamed Farah | Geoffrey Kipsang Kamworor | Paul Tanui |

## Résultats

### Finale
| Rang               | Athlète                   | Temps          |     |
| ------------------ | ------------------------- | -------------- | --- |
| Médaille d'or      | Mohamed Farah             | 27 min 01 s 13 |     |
| Médaille d'argent  | Geoffrey Kipsang Kamworor | 27 min 01 s 76 |     |
| Médaille de bronze | Paul Kipngetich Tanui     | 27 min 02 s 83 |     |
| 4                  | Bedan Karoki Muchiri      | 27 min 04 s 77 | SB  |
| 5                  | Galen Rupp                | 27 min 08 s 91 | SB  |
| 6                  | Abrar Osman               | 27 min 43 s 21 |     |
| 7                  | Ali Kaya                  | 27 min 43 s 69 |     |
| 8                  | Timothy Toroitich         | 27 min 44 s 90 |     |
| 9                  | Joshua Cheptegei          | 27 min 48 s 49 |     |
| 10                 | Muktar Edris              | 27 min 54 s 47 |     |
| 11                 | Mosinet Geremew           | 28 min 07 s 50 |     |
| 12                 | El Hassan el-Abbassi      | 28 min 12 s 57 |     |
| 13                 | Nguse Amlosom             | 28 min 14 s 72 |     |
| 14                 | Cameron Levins            | 28 min 15 s 19 |     |
| 15                 | Hassan Mead               | 28 min 16 s 30 |     |
| 16                 | Shadrack Kipchirchir      | 28 min 16 s 30 | SB  |
| 17                 | Arne Gabius               | 28 min 24 s 47 |     |
| 18                 | Tetsuya Yoroizaka         | 28 min 25 s 77 |     |
| 19                 | Teklemariam Medhin        | 28 min 39 s 26 | SB  |
| 20                 | Stephen Mokoka            | 28 min 47 s 40 |     |
| 21                 | Aweke Ayalew              | 29 min 14 s 55 | PB  |
| 22                 | Kenta Murayama            | 29 min 50 s 22 |     |
| 23                 | Yuta Shitara              | 30 min 08 s 35 |     |
|                    | Bashir Abdi               |                | DNF |
|                    | Ismail Juma               |                | DNF |
|                    | Imane Merga               |                | DNF |
|                    | Moses Kibet               |                | DNF |

### Temps intermédiaires
Les temps intermédiaires sont pris tous les kilomètres.
| Distance | Athlète                   | Pays  | Temps          |
| -------- | ------------------------- | ----- | -------------- |
| 1000 m   | Paul Tanui                | Kenya | 2 min 52 s 22  |
| 2000 m   | Geoffrey Kipsang Kamworor | Kenya | 5 min 32 s 11  |
| 3000 m   | Bedan Karoki Muchiri      | Kenya | 8 min 15 s 13  |
| 4000 m   | Geoffrey Kipsang Kamworor | Kenya | 10 min 57 s 62 |
| 5000 m   | Bedan Karoki Muchiri      | Kenya | 13 min 40 s 83 |
| 6000 m   | Geoffrey Kipsang Kamworor | Kenya | 16 min 22 s 92 |
| 7000 m   | Geoffrey Kipsang Kamworor | Kenya | 19 min 06 s 34 |
| 8000 m   | Geoffrey Kipsang Kamworor | Kenya | 21 min 49 s 99 |
| 9000 m   | Geoffrey Kipsang Kamworor | Kenya | 24 min 32 s 30 |

## Légende
Records et Performances
- AR : Record continental (area record)
- CR : Record des championnats (championship record)
- MR : Record du meeting (meet record)
- NR : Record national (national record)
- OR : Record olympique (olympic record)
- PR : Record paralympique (paralympic record)
- PB : Record personnel (personal best)
- SB : Meilleure performance personnelle de la saison (season's best)
- WL : Meilleure performance mondiale de l'année (world leader)
- WJR : Record du monde junior (world junior record)
- WR : Record du monde (world record)

Circonstances et Conditions
- DNF : N'a pas terminé (did not finish)
- DNS : N'a pas pris le départ (did not start)
- DQ : Disqualification (disqualification)
- NM : Aucun essai valable enregistré (No Mark)
- Q : Qualifié « directement » au prochain tour (ou à la prochaine compétition), lors d'une compétition majeure, grâce au classement ou à la réalisation des minima (automatic qualifier)
- q : Qualifié au prochain tour (ou à la prochaine compétition), lors d'une compétition majeure, grâce au repêchage ou à la réalisation de l'une des meilleures performances parmi celles des « non qualifiés directement » (grâce au meilleur temps ou à la meilleure distance par exemple) (secondary qualifier)